# يوليوس بلوكر
يوليوس بلكر (بالألمانية: Julius Plücker) (16 يونيو أو 16 يوليو - 22 مايو 1868) هو رياضياتي وفيزيائي ألماني، ساهم بشكل كبير في مجال الهندسة التحليلية وكان رائدًا في بحوث الأشعة المهبطية والتي قادت في النهاية لاكتشاف الإلكترون.

## روابط خارجية
- يوليوس بلوكر على موقع الموسوعة البريطانية (الإنجليزية)
- يوليوس بلوكر على موقع إن إن دي بي (الإنجليزية)